# Платов, Алексей Иванович
Алексей Иванович Платов (5 сентября 1923 — 14 ноября 1983) — командир орудия 524-го стрелкового полка (112-я стрелковая дивизия, 13-я армия, 1-й Украинский фронт), старшина. Герой Советского Союза (1945).

## Биография
Родился 5 сентября 1923 года в селе Сыченки ныне Гагинского района Нижегородской области в семье крестьянина. Русский.
Окончил девять классов Большеаратской средней школы, работал в колхозе.
В ноябре 1942 года был призван в Красную Армию. Три месяца учился в запасном полку, стал командиром миномётного расчёта в звании младшего сержанта. Член ВКП(б)/КПСС с 1943 года.
На фронте с марта 1943 года. Участвовал в боях под Орлом, был ранен. Затем были бои за освобождение Украины. При форсировании Днепра из миномётного расчёта Платова уцелел только он один.
В конце 1945 года старшина Платов был демобилизован. Вернулся на родину. Жил городе Горьком (ныне — Нижний Новгород). Окончил партийную школу. Работал инженером в тресте Промстроя № 2.
Умер 14 ноября 1983 года. Похоронен в Горьком на кладбище «Марьина Роща».

## Память
- В родном селе Сыченки именем А. И. Платова названа улица.

## Награды
- Указом Президиума Верховного Совета СССР от 10 апреля 1945 года за образцовое выполнение боевых заданий командования на фронте борьбы с немецко-фашистскими захватчиками и проявленные при этом мужество и героизм старшине Платову Алексею Ивановичу было присвоено звание Героя Советского Союза с вручением ордена Ленина и медали «Золотая Звезда» (№ 8270).
- Награждён орденами Красной Звезды, Славы 3-й степени и медалями.